# Hochschulen
Hochschulen ist die Bezeichnung eines Quartiers der Stadt Zürich. Es bildet heute zusammen mit den Quartieren Lindenhof, Rathaus und City den Kreis 1, die Altstadt Zürichs.
Im Hochschulquartier befinden sich an erhöhter Lage die zentralen Gebäude der zwei Zürcher Hochschulen, der Universität Zürich und der ETH Zürich. Zu den beiden Hochschulen gehören aber auch noch Campus ausserhalb dieses Quartiers (Campus Irchel der Universität, Hönggerberg der ETH).

## Einzelnachweise

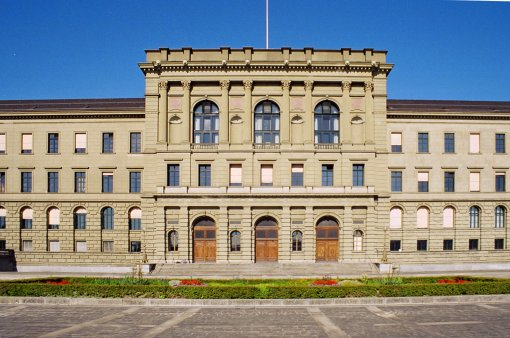
Hauptgebäude der ETH
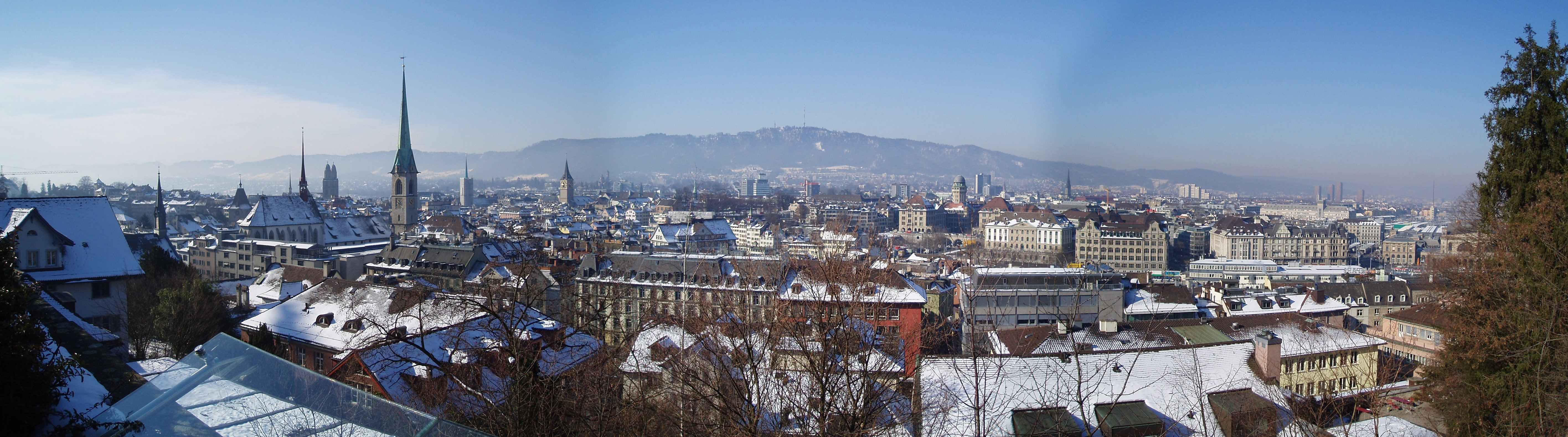
Aussicht von der Polyterrasse aus
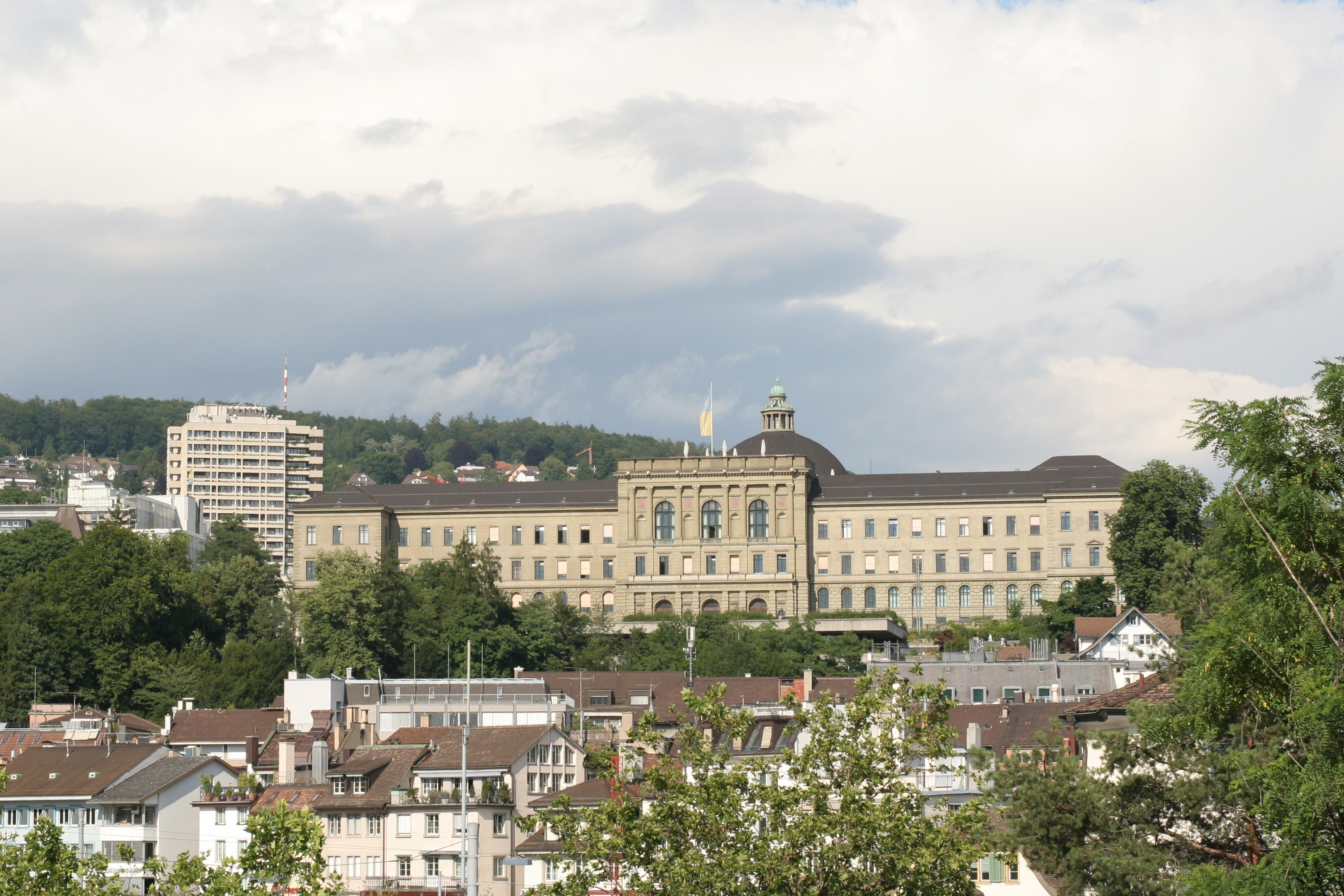
ETH und Universitätsspital
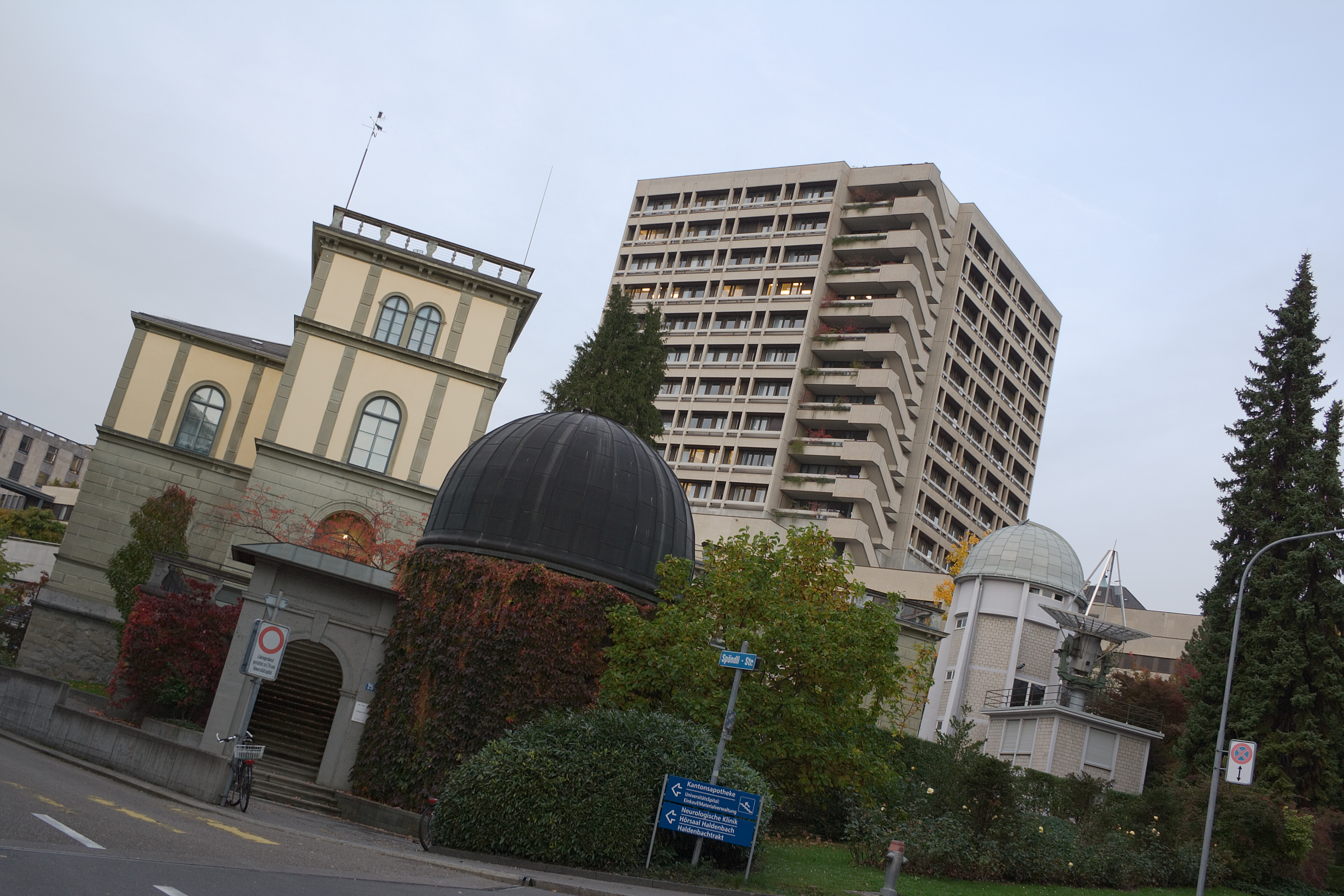
Sternwarte der ETH und Universitätsspital
Luftbild (1964)

## Bevölkerungsentwicklung des Quartiers
Quelle:Statistik & Daten: Hochschulen